# Arjen van der Grijn
Arjen van der Grijn (Stolwijk, 30 september 1950) is een Nederlandse grimeur die onder andere bijdragen heeft geleverd aan de tv-programma's van Kees van Kooten en Wim de Bie, en aan Jiskefet.

## Biografie
Van der Grijn groeit op in het dorp Ameide. Hij wil iets met toneel gaan doen, maar omdat hij denkt dat acteren niet in zijn bloed zit gaat hij op zoek naar een beroep dat zijdelings met toneel te maken heeft. Bij de firma Michels krijgt Van der Grijn te horen dat hij eerst een kappersdiploma moet halen voordat hij tot grimeur opgeleid kan worden. Na de kappersopleiding binnen een jaar afgerond te hebben neemt de firma Michels hem aan en leidt hem intern op. Hij blijkt het grimeursvak in zijn vingers te hebben en hij werkt vervolgens bij het toneel, de opera en voor de televisie.
Vanaf het televisieseizoen 1973-1974 raakt Van der Grijn betrokken bij het team rond Kees van Kooten en Wim de Bie. Tot de laatste uitzending in 1998 blijft hij er onderdeel van uitmaken. Zeker de Keek op de Week-jaren betekenen wekelijks het bedrijven van ‘topsport’. Van Kooten en De Bie vertrouwen volledig op Van der Grijn voor ‘de koppen’. De types ontstaan op basis van een aantal steekwoorden. Van Kooten en De Bie leveren die wekelijks op donderdag aan, nadat ze de grote lijnen voor de sketches hebben uitgedacht. Daarop trekt Van der Grijn zich terug in zijn atelier en gaat hij aan de slag. Op vrijdagochtend gebeurt het werk uiteindelijk voor de spiegel. Dankzij het samenkomen van de houding, kleding en stemmen van Kees van Kooten en Wim de Bie en Van der Grijns pruiken en grime, komen de types tot leven.
In februari 1974 kwam David Bowie in Hilversum de Toppopvideo van Rebel Rebel opnemen. Het rechteroog van de zanger was ontstoken en Van der Grijn kreeg het niet weggeschminkt. Hij stelde voor dat Bowie een ooglapje zou dragen dat hij toevallig nog had liggen van zijn werk voor Kunt U Mij De Weg Naar Hamelen Vertellen, Mijnheer?. Hoewel hij het daarna helemaal niet zo vaak meer gedragen heeft, is het beeld van Bowie met een ooglapje legendarisch geworden.
In 2017 zit Van der Grijn vijftig jaar in het vak. Dat wordt gevierd met het jubileumboek 50 jaar Grijngrime en hij ontvangt een koninklijke onderscheiding.
Van der Grijn woont tegenwoordig in het Friese dorp Grouw

## Prijzen en onderscheidingen
- 1998 Prix d’ Excellence van de jury van de Nederlandse Academy Awards. (Het is de eerste keer dat een grimeur een oeuvreprijs ontvangt.)
- 2017 Officier in de Orde van Oranje-Nassau